# Campionato croato di pallacanestro
Il campionato croato di pallacanestro è l'insieme delle competizioni cestistiche organizzate dalla Hrvatski Košarkaški Savez (HKS), la Federazione cestistica della Croazia.

## Struttura

### Campionato maschile
- Campionati nazionali professionistici

1. Premijer liga
2. Prva hrvatska košarkaška liga
3. Druga hrvatska košarkaška liga

### Campionato femminile
- Campionati nazionali

1. A1 Liga
2. A2 Liga